# Jaskinia Bystrej
Jaskinia Bystrej, dawniej także Niżnia Kalacka Jaskinia – jaskinia położona w Tatrach Zachodnich w Dolinie Bystrej, u podnóża Kalackiej Turni. Razem z Jaskinią Kalacką i Jaskinią Dudnicą stanowi część systemu odwadniającego masyw Giewontu.

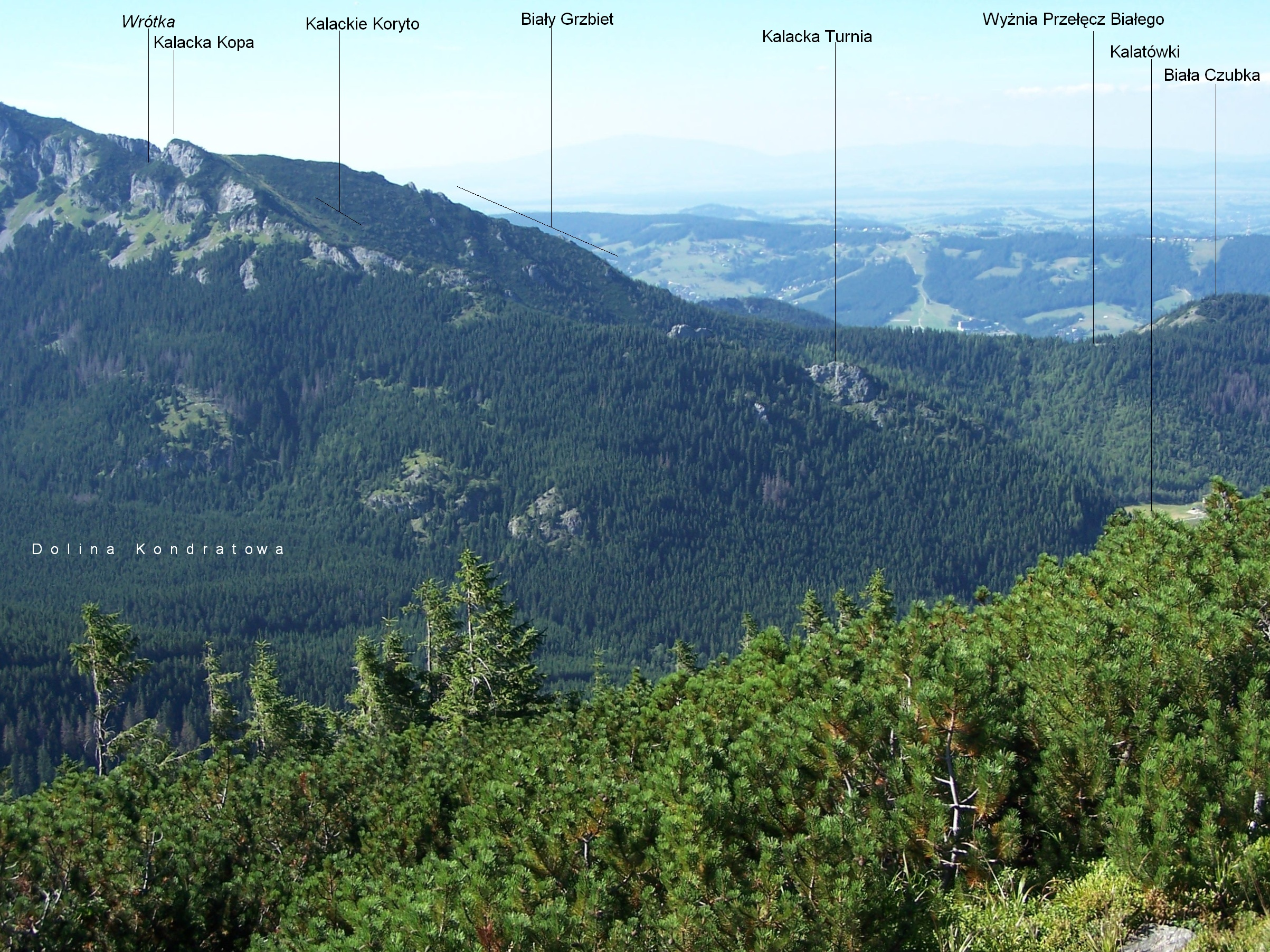
Kalacka Turnia od strony Doliny Kondratowej

## Opis jaskini
Przez Jaskinię Bystrej przepływają wody, które wypływają w znajdującym się nieopodal Wywierzysku Bystrej, zaopatrującym część Zakopanego w wodę pitną. Z tego względu Tatrzański Park Narodowy całkowicie uniemożliwił dostęp do niej (poprzez zagrodzenie otworów drewnianymi balami). Jaskinia charakteryzuje się dużą liczbą jeziorek i syfonów.
Jaskinia posiada dwa otwory, z których jeden jest dwunastometrową studnią zakończoną układem syfonów. Zaraz za nimi znajduje się połączenie z korytarzem łączącym się z drugim otworem. W dalszej części korytarz dzieli się na dwie odnogi. Południowo-zachodnia prowadzi do dolnych partii jaskini, w których znajduje się Wielki Komin (najwyższy punkt jaskini), Wielki Syfon oraz syfon biegnący w stronę Wywierzyska Bystrej, który po kilkudziesięciu metrach prawdopodobnie łączy się z syfonem w dalszych partiach jaskini. Odnoga zachodnia doprowadza do Sali Pośredniej, gdzie ma miejsce kolejne rozgałęzienie. Główny ciąg jaskini kontynuuje się długim korytarzem rozwijającym się w kierunku południowym. W dalszej części znajduje się sieć skomplikowanych kanałów nazwana Gąbką, a także Sala Wodospadów. Kolejne partie to ciąg wielu syfonów (najdłuższy ma długość 180 metrów i głębokość 28,5 m) i jeziorek, z niewielkimi fragmentami niezalanymi wodą. Znane partie jaskini kończą się VI Syfonem.

## Historia poznania
Jaskinia została odkryta w roku 1923 przez braci Zwolińskich, w czasie systematycznych przeszukiwań okolic Wywierzyska Bystrej. W 1929 r. podjęli oni pierwsze próby odgruzowania korytarza, który okazał się być pionową studnią. Wobec braku środków i pracowników do kolejnych robót przystąpiono dwa lata później, już z czterema wynajętymi kopaczami. Po wydobyciu 7,5 ton gruzu na dnie studni pokazała się woda, co spowodowało ponownie dwuletnią przerwę w pracach odkrywczych. W marcu 1933 r. po poważnych problemach z pompą udało się przedostać przez syfony we wstępnych partiach jaskini, jednak dotarli oni jedynie do Sali Pośredniej. W 1935 r. i 1949 r. dokonano kolejnych, niewielkich odkryć.
W 1956 r. do Jaskini Bystrej wyruszyła wyprawa Koła Jaskiniowego PTTK w Zakopanem pod kierownictwem Edwarda Winiarskiego. Odkryto wtedy dalsze partie jaskini do Sali Wodospadów. Dwa lata później przekopano górny, suchy otwór.
W latach 1973–1974 wyeksplorowano 350 m korytarzy z licznymi syfonami. Ostatnich odkryć dokonał Krzysztof Starnawski, pokonując V Syfon.

## Wypadki
W 1987 r. doszło w Jaskini Bystrej do śmiertelnego wypadku – podczas nurkowania w V Syfonie zginął Jugosłowianin Aleksej Petrujkič. Wydobycie zwłok było utrudnione ze względu na znaczne oddalenie od otworu jaskini i konieczność przedostania się przez serię syfonów. Wypadek ten spowodował całkowite wyłączenie jaskini z działalności speleologicznej, a oba otwory zostały decyzją TPN zagrodzone.